# Рокитнянський район
Рокитня́нський райо́н — колишній район України на півдні Київської області на правобережжі. Центр — смт Рокитне. Населення становить 28 194 особи (на 1 жовтня 2013). Площа району 661,51 км². Існував у 1923—1962, 1965—2020. При ліквідації у 2020 році вся територія відійшла до складу Білоцерківського району.
У районі налічувалося 23 населені пункти, із яких: 22 — сільські населені пункти, 1 — селище міського типу, яке було адміністративним та культурно-господарським центром району.

## Географія
Знаходиться у південній частині Київської області. Загальна площа району становить — 661,5 км². Територією району проходить Південно-Західна залізниця із станціями і зупинними пунктами: Рокитне, Бушеве, Ольшаниця, Житні Гори, Бирюки.
Поверхня району платоподібна, пологохвиляста, розчленована річковими долинами, густою мережею ярів та балок. Найбільші річки: Рось, її притоки: Гороховатка і Рокита (басейн Дніпра). Поширені чорноземи малогумусовані (75 % площі району) та чорноземи опідзолені, а також темно-сірі опідзолені ґрунти. Ліси займають 14,1 тисяч га. Основні деревні породи: сосна, дуб, ясен, клен, граб. В районі є в наявності та розробляються корисні копалини: граніти, пісок, глина.

## Історія
Назва Рокитне вперше зустрічається у документах XV ст. Рокитне дуже постраждало від монголо-татарської навали.
У другій половині XVI ст. у Рокитному проживало українське козацтво. Рокитне є місцем козацько-селянського антипольського повстання 1590—1593 рр., яке почалося як особистий конфлікт за права на Рокитне між К. Косинським і білоцерківським старостою Я. Острозьким. У 1648—1712 рр. Рокитне було сотенним містечком Білоцерківського полку з населенням 1700 чоловік і гарнізоном із 171 козака.
У 1686 р. Рокитне відійшло до Польщі. Після другого поділу Польщі (1793) Рокитнянщина увійшла до складу Російської імперії та була віднесена до Васильківського повіту Київської губернії. На цей час населення Рокитного становило 5 тис. чоловік.
50-ті — середина 60 — рр. XIX ст. характерні численними селянськими бунтами.
Після кріпосної реформи 1861 р. прискорився розвиток промислового виробництва. На поч. ХХ ст. у містечку було понад 20 дрібних підприємств, 10 кузень та понад 100 крамниць. Згідно з 1-м загальним переписом населення Російської імперії 1897 р. у Рокитному нараховувалось 864 двори з населенням 5625 чоловік. Влітку 1920 р. на території району встановлюється радянська влада, перші кроки якої викликали масові невдоволення серед селян.
Район створений постановою Всеукраїнського Центрального виконавчого комітету 7 березня 1923 року. У 1929—1930 рр. пройшла суцільна колективізація. Рокитнянський район постраждав від голодомору 1932-33 рр. На 1 січня 1936 року населення району становило 58288 чоловік, функціонувало 39 колгоспів, 2 МТС, 9 промислових підприємств.
З кінця липня 1941 по 25 січня 1944 року район був окупований німецько-фашистськими військами. На фронтах німецько-радянської війни загинуло 3624 жителя району, 2172 пропали безвісти, 622 нагороджені бойовими орденами і медалями, 6 — удостоєні звання Героя Радянського Союзу.
Повоєнна відбудова відбувалась повільними темпами. В 1950-1960-х рр. пройшли процеси укрупнення сільськогосподарських підприємств, відкривається ряд нових промислових об'єктів. В період 70—80-х рр були побудовані 2 школи, ПТУ, 3 дитячих садки, поліклініка, банк.
Газифікація Рокитнянщини почалася понад 30 років тому, але декілька населених пунктів залишалися не газифікованими до 2000-х років. У травні 2007 року газ був прокладений у Бушево та Луб'янку, у 2008 році — в Любки, а 15 жовтня 2009 року — в Запруддя. Таким чином, Рокитнянський район став першим на Київщині, де газ був проведений у всі населені пункти.

## Адміністративний устрій
Адміністративно-територіально район поділяється на 1 селищну раду та 14 сільських рад, які об'єднують 23 населені пункти та підпорядковані Рокитнянській районній раді. Адміністративний центр — смт Рокитне.

## Населення
Розподіл населення за віком та статтю (2001):
| Стать | Всього | До 15 років | 15-24 | 25-44 | 45-64 | 65-85 | Понад 85 |
| --- | ------ | ----------- | ----- | ----- | ----- | ----- | -------- |
| Чоловіки | 16 566 | 3196        | 2363  | 4903  | 4223  | 1811  | 70       |
| Жінки | 19 786 | 3013        | 2254  | 4823  | 5300  | 3994  | 402      |
| \| Статево-вікова піраміда \| Статево-вікова піраміда \| Статево-вікова піраміда \| \| ----------------------- \| ----------------------- \| ----------------------- \| \| Чоловіки \| Вік \| Жінки \| \| 70 \| 85 + \| 402 \| \| 150 \| 80-84 \| 561 \| \| 352 \| 75-79 \| 1124 \| \| 641 \| 70-74 \| 1330 \| \| 668 \| 65-69 \| 979 \| \| 1306 \| 60-64 \| 1891 \| \| 739 \| 55-59 \| 1025 \| \| 1037 \| 50-54 \| 1155 \| \| 1141 \| 45-49 \| 1229 \| \| 1257 \| 40-44 \| 1288 \| \| 1215 \| 35-39 \| 1198 \| \| 1197 \| 30-34 \| 1143 \| \| 1234 \| 25-29 \| 1194 \| \| 1058 \| 20-24 \| 1086 \| \| 1305 \| 15-20 \| 1168 \| \| 1303 \| 10-14 \| 1198 \| \| 1106 \| 5-9 \| 1045 \| \| 787 \| 0-4 \| 770 \| |        |             |       |       |       |       |          |
| Статево-вікова піраміда |        |             |       |       |       |       |          |
| Чоловіки | Вік    | Жінки       |       |       |       |       |          |
| 70 | 85 +   | 402         |       |       |       |       |          |
| 150 | 80-84  | 561         |       |       |       |       |          |
| 352 | 75-79  | 1124        |       |       |       |       |          |
| 641 | 70-74  | 1330        |       |       |       |       |          |
| 668 | 65-69  | 979         |       |       |       |       |          |
| 1306 | 60-64  | 1891        |       |       |       |       |          |
| 739 | 55-59  | 1025        |       |       |       |       |          |
| 1037 | 50-54  | 1155        |       |       |       |       |          |
| 1141 | 45-49  | 1229        |       |       |       |       |          |
| 1257 | 40-44  | 1288        |       |       |       |       |          |
| 1215 | 35-39  | 1198        |       |       |       |       |          |
| 1197 | 30-34  | 1143        |       |       |       |       |          |
| 1234 | 25-29  | 1194        |       |       |       |       |          |
| 1058 | 20-24  | 1086        |       |       |       |       |          |
| 1305 | 15-20  | 1168        |       |       |       |       |          |
| 1303 | 10-14  | 1198        |       |       |       |       |          |
| 1106 | 5-9    | 1045        |       |       |       |       |          |
| 787 | 0-4    | 770         |       |       |       |       |          |

Станом на 1 січня 2008 року в районі проживає 12 тисяч 487 пенсіонерів, що отримують пенсії. Середній розмір пенсії становить 805,75 грн. У 2008 році в районі народилось 372 дітей, померло 650 громадян. Природний приріст становить мінус 378 громадян. Район лежить в межах Придніпровської височини.
Станом на 1 січня 2009 року загальна кількість населення становить 30 тисяч 8 громадян. В смт Рокитне проживає 11 тисяч 689 громадян, в селах району — 18 тисяч 319 громадян. Питома вага сільського населення становить 61 відсотки. Із загальної чисельності працездатне населення в працездатному віці — 16 тисяч 161 чоловік.

## Економіка

### Промисловість
- Рокитнянський маслозавод
- ВАТ «Рокитнянський цукровий завод», смт Рокитне, вул. Ентузіастів,6
- ПП «Сімол», смт Рокитне, вул. Заводська,1
- ВАТ «Рокитнянська продовольча компанія», смт Рокитне, вул. Вокзальна,3
- ВАТ «Рокитнянський комбінат хлібопродуктів», смт Рокитне, вул. Вокзальна,222
- ВАТ «Ольшаницьке ХПП» с. Ольшаниця
- ВАТ «Рокитнянський спецкар'єр», смт. Рокитне-2,вул. Білоцерківська
- ДПП «СС і Компанія Рокитнянський гранкар'єр» с. Острів
- ТОВ «Рокитнянська паперова фабрика» смт. Рокитне, вул. Окружна

Будівельно-дорожні:
- Філія «Рокитнянське дорожнє управління» смт Рокитне, вул. Поповича,41
- ТОВ «Спецмонтажремонт» смт Рокитне, вул. Кар'єрна
- ЗАТ «СПМК-6» смт Рокитне, вул. Вокзальна, 218
- ВАТ ПП «Моноліт» смт Рокитне, вул. Окружна

Автотранспортні: Колективне автотранспортне підприємство −1066, смт. Рокитне, вул. Першотравнева,180
Підприємства зв'язку
- Цех електрозв'язку № 6, смт. Рокитне, вул. Першотравнева,19
- Цех обслуговування споживачів № 1, смт. Рокитне, вул. Першотравнева,19

### Агропромисловий комплекс
Основними землекористувачами району, які займаються сільськогосподарським виробництвом і створені в процесі реформування є 42 суб'єкти господарської діяльності, в тому числі:
- сільськогосподарські товариства з обмеженою відповідальністю 26
- приватні агрофірми 6
- закриті акціонерні товариства 1
- приватні підприємства 7
- відкриті акціонерні товариства 1
- сільськогосподарські акціонерні товариства 1

Загальна земельна площа сільськогосподарських підприємств — 33881,3 га в тому числі: сільськогосподарських угідь — 32562,5 га з них: ріллі — 31394,3 га.
У структурі посівних площ:
- зернові складають — 58,0 %
- технічні — 26,4 %, з них цукрових буряків — 5,4 %
- кормові культури — 15,6 %

Фермерських господарств — 26, які вирощували сільськогосподарські культури на площі 1662,4 га, з них:
- зернові — 1175 га
- технічні — 26,4 %, з них цукрових буряків — 5,4 %
- технічні — 487,4 га, з них цукрові буряки — 76,0 га.

Виробничий напрямок реформованих сільськогосподарських підприємств — зерно-буряковий з розвинутим тваринництвом. У 2008 році сільськогосподарськими підприємствами зібрано:
- зернових (включаючи кукурудзу) — 50,5 цнт/га
- цукрових буряків — 335,0 ц/га

У господарствах району станом на 1 січня 2009 року налічується:
- поголів'я ВРХ — 6176 голів
- корів — 2192 голів
- поголів'я свиней — 18022 голів
- поголів'я овець — 406 голів
- поголів'я коней — 73 голів
- поголів'я птиці — 482,6 тис. голів

За 2008 рік господарствами району вироблено 10924 тонн молока та 2901 тонн м'яса, що на 100 га сільськогосподарських угідь відповідно вироблено 335,5 цнт. молока і 89 цнт м'яса.
Одержано — 94,2 млн шт. яєць. Надій молока на корову склав — 4772 кг. Середньодобовий приріст ВРХ — 596 грам. Середньодобовий приріст свиней — 463 грам.
У 2008 році зареєстровано 22 юридичних осіб та 259 фізичних осіб — суб'єктів підприємницької діяльності. Станом на 1 січня 2009 року в районі в цілому зареєстровано 350 юридичних осіб і 1756 фізичних осіб — суб'єктів підприємницької діяльності. Із юридичних осіб в районі здійснюють свою діяльність 118 малих підприємств, де працюють 850 чоловік. Торговельним обслуговуванням населення в районі займаються 186 підприємств торгівлі та ресторанного господарства. В структурі торгової мережі нараховується 58 продовольчих,33 промислових та 78 магазини змішаної торгівлі. Працює 1 ринок, де нараховується 439 торговельних місць. До послуг громадського харчування 9 барів, 12 кафе та 3 закусочні.

### Зовнішньоекономічна діяльність
Обсяг експорту товарів становить — 3,6 млн грн. Обсяг імпорту товарів становить — 12,2 млн грн.

## Культура та дозвілля
Культурне життя нашого району визначає розгалужена мережа закладів культури, яка налічує 42 установи. В районі діє 21 клубний заклад на 5 тисяч 784 посадочних місць, в тому числі:
- 1 районний будинок культури
- 2 міських будинки культури
- 18 сільських будинків культури

У районі функціонує 20 бібліотек, із них 2 — районні та 18 — сільських, їх бібліотечний фонд становить 300 тисяч примірників. У смт Рокитне діє музична школа в якій навчається 258 учнів.
Протягом 2008 року відділом культури і туризму були організовані і проведені святкові заходи до державних, обрядових та календарних дат. Колективи художньої самодіяльності району брали участь та стали переможцями обласних конкурсів ім. І.Козловського, П.Чубинського, Міжрегіонального фестивалю баянного мистецтва, конкурсу читців, молодих естрадних виконавців «Київщина молода», «Дебют», в районному огляді-конкурсі колективів, присвячені 85-річниці з часу утворення Рокитнянського району, фестивалі народної творчості.

## Освіта
Кількість загальноосвітніх навчальних закладів в районі — 19, із них:
- в смт Рокитне — 6
- в селах — 13

Із загальної кількості шкіл:
- ліцей економічно-правового профілю — 1
- загальноосвітніх шкіл І-ІІІ ступенів — 14
- загальноосвітніх шкіл І-ІІ ступенів — 3
- Всього навчально-виховних об'єднань — 6
- Навчально-виховних комплексів — 3

В загальноосвітніх навчальних закладах навчається 3693 учнів, з них:
- в смт. Рокитне — 1543 учнів
- в селах — 2150 учнів

В районі функціонують:
- дитячий будинок «Чебурашка»
- Рокитнянський професійний ліцей
- Навчально-виробничий центр творчості молоді
- дитячо-юнацька спортивна школа
- центр дитячої та юнацької творчості

В районі є 13 самостійних дошкільних навчальних закладів та 8 у складі навчально-виховних об'єднань, в яких здобувають дошкільну освіту 843 дошкільнят. У 2008 році на базі Центру дитячої та юнацької творчості працювало 66 групи в яких займалося 955 дітей. На базі Навчально-виробничого центру творчості молоді навчаються 202 дітей.

## Медичні установи
В районі функціонує центральна районна лікарня на 180 лікарняних ліжок та три дільничні лікарні на 20 ліжок, забезпеченість на 10 тисяч населення — 64,9 одиниць. Працює 3 амбулаторії загальної практики сімейної медицини при дільничних лікарнях сіл Телешівка, Насташка, Ольшаниця та 3 амбулаторії в селах Синява, Острів, Житні Гори. Фельдшерсько-акушерських пунктів — 15. В медичних закладах району працює 624 працівників.

## Фізкультура та спорт
До послуг населення району для заняття фізкультурою та спортом діє:
- 1 стадіон — на 3000 місць
- 27 комплексних спортивних майданчиків
- 18 футбольних полів
- 12 гімнастичних майданчиків з нестандартним обладнанням
- 5 стрілецьких тирів
- 18 спортивних залів
- 19 пристосованих приміщень для занять фізкультурою та спортом
- 1 тенісний корт

На даній спортивній базі займається 3540 осіб, в тому числі 1280 дітей. В районі працює 1 дитячо-юнацька спортивна школа, в якій на 4 відділеннях (футбол, гандбол, вільна боротьба, лижні гонки) — займається 794 учні. За участю обласних спортивних закладів підготовлено 2 майстри спорту України (Григоренко О., с. Бирюки лижні гонки) та (Боровиченко І. Ольшаниця велоспорт) 2 кандидати у майстри спорту з велоспорту, 8 спортсменів першого спортивного розряду. Григоренко К. з с. Острова закріпилася у складі Національної збірної команди України. Григоренко О. з с. Бирюків стала кандидатом до збірної Національної команди України. Спортсменами району завойовано 6 призових місць на міжнародних змаганнях, 9 призових місць на всеукраїнських змаганнях, 17 призових місць на змаганнях обласного рівня, 52 особи були учасниками міжнародних змагань з вільної боротьби, велоспорту, лижних гонок та футболу. Фізичною культурою і спортом у районі займаються 3520 осіб.

## Екскурсійні об'єкти
- Божа гора (с. Синява)
- Братська могила (с. Довгалівське)
- Бюст Т. Шевченка (с. Синява)
- Голубе озеро (с. Бушеве)
- Залишки змієвих валів (смт Рокитне)
- Залишки літописного міста Торчеськ (c. Ольшаниця)
- Музей бойової, трудової слави (смт. Рокитне)
- Музей Краєзнавчий (смт Рокитне)
- Меморіал Слави (с. Синява)
- Музей історії села Житні Гори (с. Житні Гори)
- Музей історії села Запруддя (с. Запруддя)
- Музей історії села Насташка (с. Насташка)
- Музей історії села Ольшаниця (с. Ольшаниця)
- Музей історії села Ромашки (с. Ромашки)
- Музей історії села Савинці (с. Савинці)
- Пам'ятний знак Божу (с. Синява)
- Різдво-Богородицька церква (смт Рокитне)
- Покровська церква (с. Ромашки)
- Синявський парк (с. Синява)
- Церква Йосипа (с. Житні Гори)
- Церква Миколаївська (с. Синява)
- Церква Михайлівська (с. Острів)
- Церква Михайлівська (с. Савинці)

## Персоналії
- Клепатський (Клепацький) Павло Григорович (12 січня 1885 — після 1938) — історик, педагог, член Української Центральної Ради.
- Бурлака Федір Миколайович (1902—1972) — український радянський письменник, автор історичних повістей і романів про минуле українського народу і його боротьбу за радянську владу.

## Політика
25 травня 2014 року відбулися Президентські вибори України. У межах Рокитнянського району було створено 30 виборчих дільниць. Явка на виборах складала — 65,66 % (проголосували 17 259 із 26 286 виборців). Найбільшу кількість голосів отримав Петро Порошенко — 61,52 % (10 618 виборців); Юлія Тимошенко — 14,88 % (2 569 виборців), Олег Ляшко — 10,88 % (1 878 виборців), Анатолій Гриценко — 4,47 % (771 виборців). Решта кандидатів набрали меншу кількість голосів. Кількість недійсних або зіпсованих бюлетенів — 0,98 %.